# Новоселівська сільська рада (Подільський район)
Новосе́лівська сільська́ ра́да — колишня адміністративно-територіальна одиниця та орган місцевого самоврядування в Подільський районі Одеської області. Адміністративний центр — село Новоселівка.

## Загальні відомості
Новоселівська сільська рада утворена в 1925 році.
- Територія ради: 48,53 км²
- Населення ради: 3 967 осіб (станом на 2001 рік)

## Населені пункти
Сільській раді підпорядковані населені пункти:
- с. Новоселівка
- с. Андріївка
- с. Гертопи
- с. Мала Олександрівка
- с. Розалівка
- с. Соболівка
- с. Федорівка
- с-ще Чубівка

## Населення
Згідно з переписом УРСР 1989 року чисельність наявного населення села становила 5441 особа, з яких 2431 чоловік та 3010 жінок.
За переписом населення України 2001 року в селі мешкало 3960 осіб.

### Мова
Розподіл населення за рідною мовою за даними перепису 2001 року:
| Мова       | Відсоток |
| ---------- | -------- |
| українська | 88,91 %  |
| російська  | 5,29 %   |
| молдовська | 4,56 %   |
| вірменська | 0,18 %   |
| білоруська | 0,13 %   |
| болгарська | 0,13 %   |
| німецька   | 0,08 %   |
| інші       | 0,72 %   |

## Склад ради
Рада складається з 20 депутатів та голови.
- Голова ради:
- Секретар ради: Самойленко Віра Євгенівна

### Керівний склад попередніх скликань
| Прізвище, ім'я, по батькові | Основні відомості                                    | Дата обрання | Дата звільнення |
| --------------------------- | ---------------------------------------------------- | ------------ | --------------- |
| Пересипко Зінаїда Василівна | Сільський голова, 1955 року народження, позапартійна | 26.03.2006   | 31.10.2010      |

Примітка: таблиця складена за даними сайту Верховної Ради України

### Депутати
За результатами місцевих виборів 2010 року депутатами ради стали:

#### За суб'єктами висування
| Суб'єкт висування | Кількість обраних депутатів | %  |
| ----------------- | --------------------------- | -- |
| Партія регіонів   | 17                          | 85 |
| Народна партія    | 2                           | 10 |
| Самовисування     | 1                           | 5  |

#### За округами
| № округу        | Прізвище, ім'я, по батькові     | Дата визнання обраним | Освіта  | Партійна приналежність | Відомості про обраного депутата                                           |
| --------------- | ------------------------------- | --------------------- | ------- | ---------------------- | ------------------------------------------------------------------------- |
| Народна Партія  |                                 |                       |         |                        |                                                                           |
| 6               | Лопатюк Людмила Вікторівна      | 03.11.2010            | вища    | член Народної партії   | Новоселівська загальноосвітня школа-сад І -ІІІ ст., вчитель               |
| 18              | Кордубан Віра Василівна         | 03.11.2010            | вища    | позапартійна           | тимчасово не працює                                                       |
| Партія регіонів |                                 |                       |         |                        |                                                                           |
| 1               | Шуляк Тетяна Миколаївна         | 03.11.2010            | вища    | член Партії регіонів   | Новоселівська загальноосвітня школа І-ІІІ ст., директор                   |
| 2               | Мазуренко Наталія Миколаївна    | 03.11.2010            | середня | позапартійна           | Новоселівська сільська рада, техпрацівник                                 |
| 3               | Осадчий Сергій Іванович         | 03.11.2010            | вища    | позапартійний          | дослідне господарство «Новоселівське», головний агроном                   |
| 4               | Поляк Людмила Федорівна         | 03.11.2010            | вища    | член Партії регіонів   | дослідне господарство «Новоселівськ», бухгалтер                           |
| 5               | Лунгул Сергій Іванович          | 03.11.2010            | вища    | позапартійний          | Новоселівська дільниця ветмедицини, завідувач                             |
| 7               | Самойленко Віра Євгенівна       | 03.11.2010            | вища    | позапартійна           | Новоселівська сільська рада, секретар                                     |
| 8               | Осаула Тетяна Володимирівна     | 03.11.2010            | вища    | позапартійна           | Новоселівська сільська рада, бухгалтер                                    |
| 9               | Яніцька Неоніла Іванівна        | 03.11.2010            | вища    | член Партії регіонів   | бібліотека селища Чубівка, бібліотекар                                    |
| 10              | Конівець Микола Васильович      | 03.11.2010            | середня | член Партії регіонів   | дослідне господарство «Новоселівське», водій                              |
| 12              | Яніцький Віктор Степанович      | 03.11.2010            | середня | позапартійний          | дослідне господарство «Новоселівське», завідувач ферми                    |
| 13              | Макушинський Валерій Сергійович | 03.11.2010            | середня | позапартійний          | тимчасово не працює                                                       |
| 14              | Маковська Наталія Петрівна      | 03.11.2010            | вища    | позапартійна           | Соболівська загальноосвітня школа-сад І -ІІ ст., вчитель                  |
| 15              | Бойко Михайло Петрович          | 03.11.2010            | середня | позапартійний          | тимчасово не працює                                                       |
| 16              | Кісліцька Діна Миколаївна       | 03.11.2010            | вища    | член Партії регіонів   | Малоолександрівська загальноосвітня школа-сад І ст., директор             |
| 17              | Васильєва Ольга Юріївна         | 03.11.2010            | середня | позапартійна           | Котовске управління експлуатації газового господарства, контролер         |
| 19              | Герасименко Любов Володимирівна | 03.11.2010            | вища    | член Партії регіонів   | Федорівська загальноосвітня школа І-ІІ ст., директор                      |
| 20              | Киртока Галина Іванівна         | 03.11.2010            | вища    | позапартійна           | дослідне господарство «Новоселівське», завідувачка молочно-товарної ферми |
| Самовисування   |                                 |                       |         |                        |                                                                           |
| 11              | Дейнеко Олена Миколаївна        | 03.11.2010            | вища    | позапартійна           | ТОВ «Чубівське хлібоприймальне підприємство», економіст                   |